# Cá hồng bạc
Lutjanus argentimaculatus (danh pháp hai phần:  ) là một loài cá thuộc chi Lutjanus trong họ Lutjanidae. Loài cá này sinh sống ở Úc.

## Hình ảnh

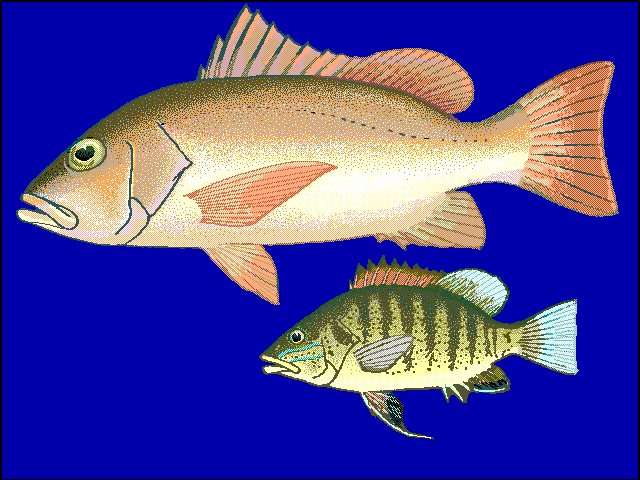
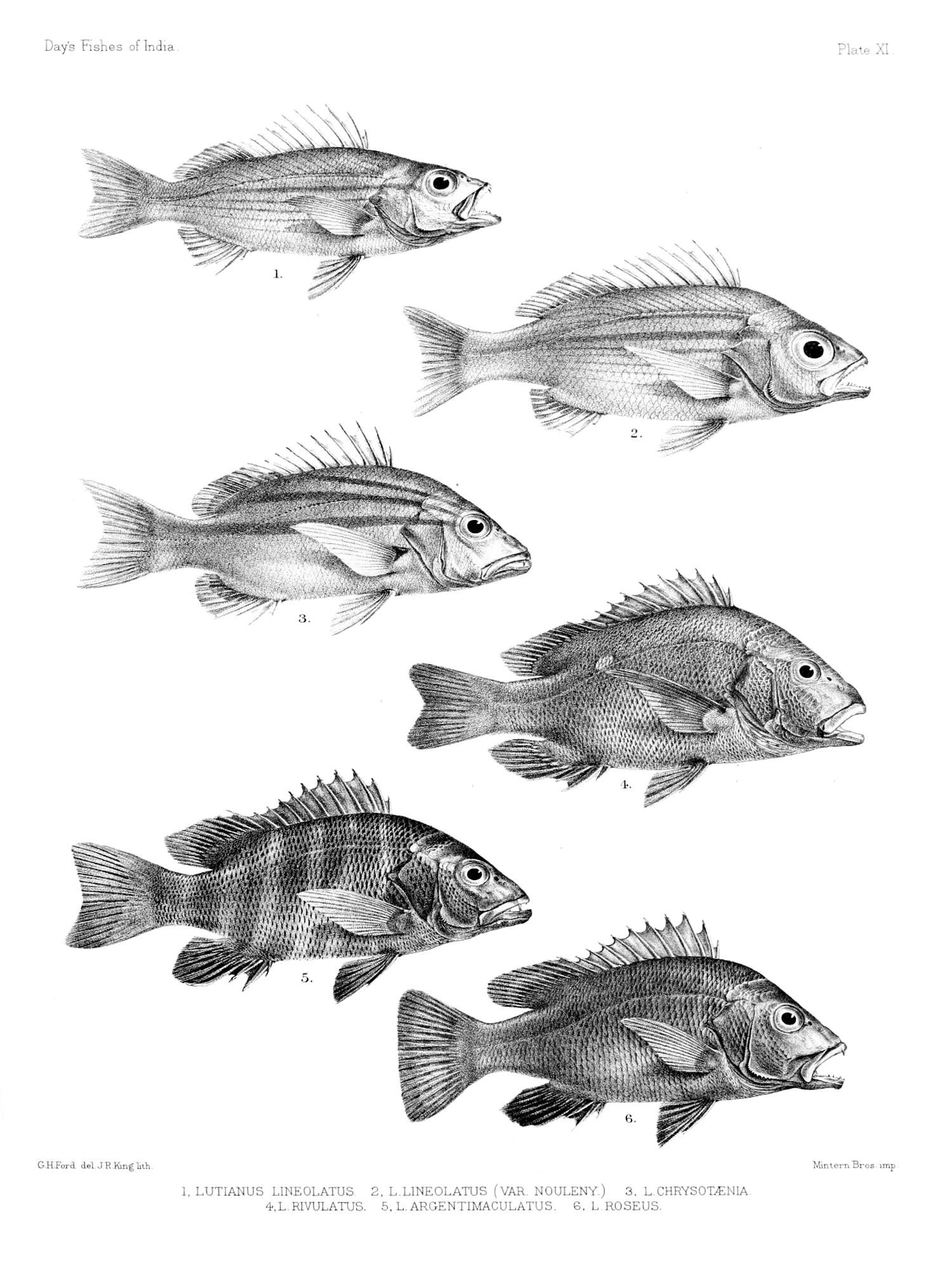
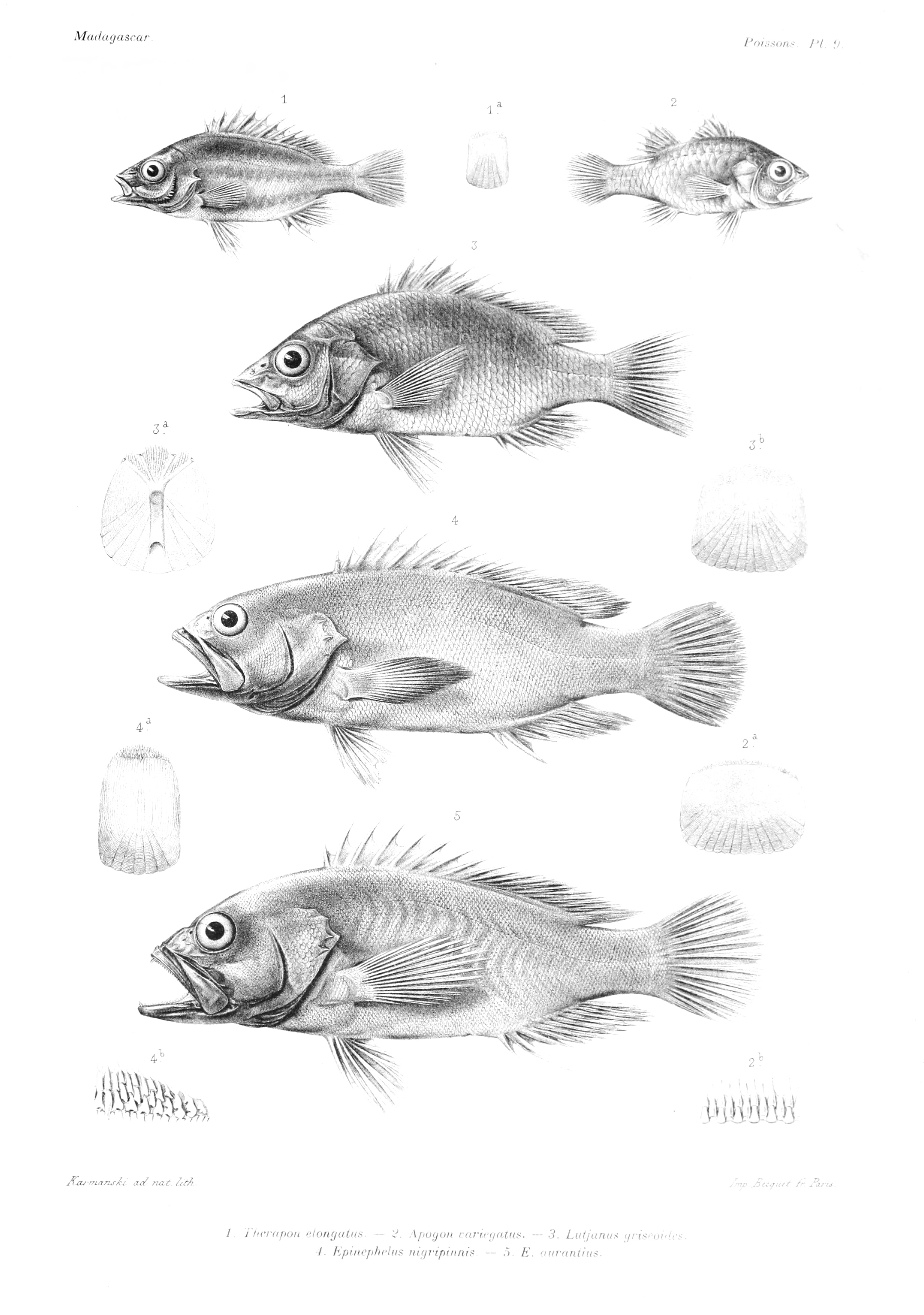
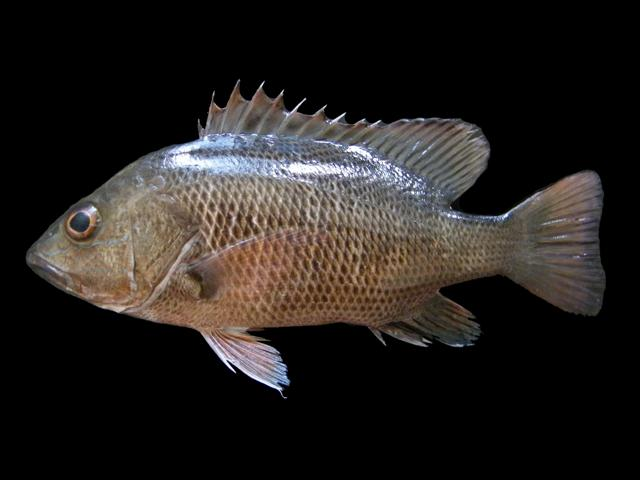